# Ardisia phaeoneura
Ardisia phaeoneura är en viveväxtart som beskrevs av C.M.Hu. Ardisia phaeoneura ingår i släktet Ardisia och familjen viveväxter. Inga underarter finns listade i Catalogue of Life.